# Agencia de Recaudación Provincia de Buenos Aires
La Agencia de Recaudación Provincia de Buenos Aires (ARBA) es una entidad autárquica de derecho público en el ámbito de la provincia de Buenos Aires, Argentina, que tiene por objeto la recaudación de impuestos provinciales.

## Historia
Fue creada el 4 de diciembre de 2007 por Ley 13.766, a partir de la fusión de los siguientes organismos del Estado provincial, que la precedieron:
- Subsecretaría de Ingresos Públicos
- Dirección Provincial de Rentas
- Dirección Provincial de Catastro Territorial
- Dirección Provincial de Defensa del Contribuyente
- Dirección de Servicios Informáticos
- Dirección de Auditoría
- Dirección de Investigación Forense

## Funciones y características
Las funciones de ARBA son la gestión y recaudación de tributos provinciales, como así también la administración del Catastro Territorial de la Provincia de Buenos Aires. Los tributos que gestiona y recauda son:
- Impuesto sobre los Ingresos Brutos
- Impuesto Inmobiliario
- Impuesto a los Automotores
- Impuesto de Sellos
- Impuesto a la Transmisión Gratuita de Bienes

Su estructura organizacional se compone de una Dirección Ejecutiva con seis áreas que la secundan:
- Subdirección Ejecutiva de Recaudación y Catastro
- Subdirección Ejecutiva de Asuntos Jurídicos
- Subdirección Ejecutiva de Acciones Territoriales y Servicios
- Subdirección Ejecutiva de Administración y Tecnología
- Gerencia General de Comunicación y Relaciones Institucionales
- Gerencia General de Auditoría y Responsabilidad Profesional

Su Sede Central se encuentra en la ciudad de La Plata, teniendo oficinas de atención en cada uno de los municipios de la provincia de Buenos Aires.

## Directores Ejecutivos
Desde su creación, los Directores Ejecutivos de ARBA fueron:
| Nombre            | Desde                   | Hasta                   |
| ----------------- | ----------------------- | ----------------------- |
| Santiago Montoya  | 17 de diciembre de 2007 | 21 de abril de 2009     |
| Rafael Perelmiter | 21 de abril de 2009     | 10 de diciembre de 2009 |
| Martín Di Bella   | 10 de diciembre de 2009 | 11 de diciembre de 2013 |
| Iván Budassi      | 11 de diciembre de 2013 | 31 de diciembre de 2015 |
| Gastón Fossati    | 1 de enero de 2016      | 10 de diciembre de 2019 |
| Cristian Girard   | 11 de diciembre de 2019 | Actualidad              |